# Tränen-Zypresse
Die Tränen-Zypresse (Cupressus pendula, Syn.: Cupressus funebris, Chamaecyparis funebris) ist eine immergrüne Baumart aus der Familie der Zypressengewächse (Cupressaceae).

## Beschreibung

### Habitus
Die geradstämmigen Bäume erreichen Wuchshöhen von 12 bis 20 Metern, in Ausnahmefällen bis zu 30 Metern, und Brusthöhendurchmesser von 60 bis 70 Zentimeter. Die Krone besteht aus deutlich herab hängenden Ästen (Trauerform). Jungbäume besitzen eine schmale und konisch zugespitzte Krone. Mit zunehmendem Alter wird sie immer breiter und nimmt eine kompakte Pyramidenform an. Altbäume besitzen eine abgeflachte bis flache Krone. Die Äste sind weit ausladend. Die Zweige stehen zuerst aufrecht auf den Ästen, bevor sie sich herab biegen. Die zahlreichen dünnen Zweige verzweigen sich auf der gleichen Ebene. Die Tränen-Zypresse bekommt dadurch ein Thujen-ähnliches Aussehen.

### Belaubung

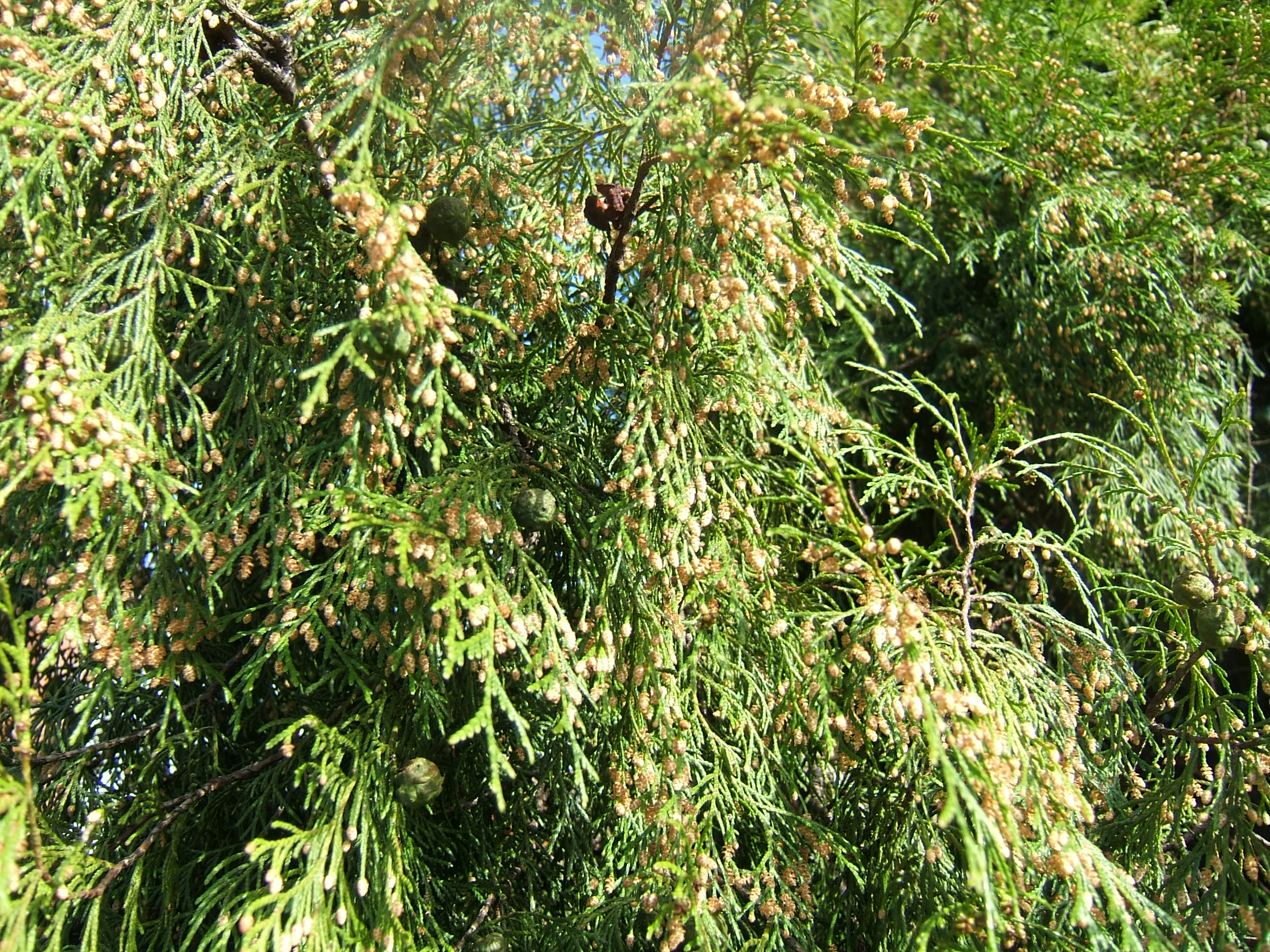
Zweige mit Blättern und männlichen Blütenzapfen

Die Tränen-Zypresse besitzt verschiedene Arten von Blättern. An den Zweigspitzen befinden sich 3 bis 4 Millimeter lange, gegenständige Blätter. Die Basen liegen an der Zweigachse an. Die stumpfen Blattspitzen stehen ab. An den Zweigen selbst befinden sich rund 1 Millimeter lange Blätter die kreuzweise gegenständig angeordnet sind. Sie greifen dachziegelartig übereinander und die scharfen Spitzen stehen ab. Während die ovalen und flach anliegenden Flächenblätter oft eine Drüse aufweisen sind die zurückgeschlagenen Kantenblätter drüsenlos. Sämlinge bilden 0,5 bis 1,0 Zentimeter lange, spitze, nadelähnliche Primärblätter aus die senkrecht von der Triebachse abstehen. Sie verbleiben für mehrere Monate am Baum. Der Geruch der Blätter ähnelt dem des Sadebaums (Juniperus sabina).

### Blüten, Zapfen und Samen
Die Tränen-Zypresse ist einhäusig-getrenntgeschlechtig (monözisch). Die eiförmigen männlichen Blütenzapfen werden in großer Zahl ausgebildet. Sie werden zwischen 2 und 4 Millimeter lang und bestehen aus 6 bis 8 Paaren dreieckiger Schuppen die jeweils 4 bis 5 Pollensäcke aufweisen. Die kugelrunden Pollen werden gegen Ende des Winterhalbjahres entlassen.
Die rundlichen weiblichen Blütenzapfen stehen endständig an kurzen und geraden Zweigen. Sie erreichen Durchmesser von circa 2 Millimeter und sind von violetter Farbe. Sie besitzen 2 bis 5 Samenanlagen je Schuppe.
Die Zapfen sind zuerst blaugrün und färben sich zur Reife hin braun. Sie stehen einzeln oder in Gruppen. Sie erreichen Durchmesser von 10 bis 20 Millimeter und bestehen aus 6 bis 8 vier- oder fünfeckigen, flachen Schuppen. An der Basis jeder Schuppe befinden sich 2 bis 5 geflügelte Samen. Die rotbraunen Samen sind rundlich und 3 bis 3,5 Millimeter lang. Das Tausendkorngewicht liegt bei circa 4 Gramm.

### Holz und Rinde
Jungbäume besitzen eine faserige, braune Rinde die später immer mehr in kurze, ungleichmäßige, gelbbraune Streifen aufreißt.
Im feinfaserigen Holz sind die Jahresringe nur schwer zu erkennen.

### Chromosomenzahl
Die Chromosomenzahl beträgt 2n = 22.

## Verbreitung und Standort
Die Tränen-Zypresse ist in Zentral-China heimisch. Ihr Verbreitungsgebiet erstreckt sich dabei über die Provinzen Zhejiang, Anhui, Henan, Hubei, Jiangxi, Hunan, Sichuan und Guizhou. Es verläuft meist entlang des Jangtsekiang. In Neuseeland ist die Art seit 1868 nachgewiesen. Am Ende des letzten Jahrhunderts wurde die Art in Nepal, Sikkim, Indien und Bhutan eingeführt. In Europa und den USA wird die Art als Ziergehölz angepflanzt.
Sie kommt in Höhenlagen von 300 bis 2000 m vor. In Mitteleuropa ist die Art nicht winterhart. Sie besiedelt Hänge und Bergrücken. Als optimale Böden gelten Ton- und Lehmböden. Sie bildet unter anderem Mischbestände mit der Chinesischen Kork-Eiche (Quercus variabilis) und der Japanischen Kastanien-Eiche (Quercus acutissima).

## Nutzung
Das Holz findet als Bau-, Gerüst- und Schiffsholz Verwendung. In ihrer Heimat werden die Zweige zum Räuchern von Schweinefleisch und die Asche zum Einlegen von Enteneiern genutzt.
Da sie als heiliger Baum gilt wird sie häufig in der Nähe von buddhistischen Tempeln, Klöstern und Grabstätten angebaut. In Europa und den USA wird die Art aufgrund ihres attraktiven Wuchses als Ziergehölz und als Windschutz angebaut. Entlang des Jangtsekiang wurde eine Fläche von über 70.000 Hektar mit dieser Art als Erosionsschutz aufgeforstet.

## Krankheiten und Schädlinge
Sie hat sich als weitgehend resistent gegen den Zypressenkrebs auslösenden Erreger Seiridium cardinale erwiesen. Für Seiridium unicorne, einen anderen Rindenparasiten, ist sie jedoch anfällig.

## Systematik
Die genaue taxonomische Stellung der Tränen-Zypresse ist schon seit längerem umstritten. Sie wird heute meist in die Gattung der Zypressen (Cupressus) und nicht mehr zu den Scheinzypressen (Chamaecyparis) gestellt.
Umstritten ist, ob die im letzten Jahrhundert in China, Indien, Bhutan und Nepal anhand von nur wenigen Bäumen neu beschriebenen Arten Cupressus torulosa, Cupressus pendula und Cupressus cashmeriana eigenständige Arten sind oder zur Art der Tränen-Zypresse gehören. Nach WCSP sind alle diese drei Arten voneinander verschieden.